# South-Dakota-Klasse (1942)
Die South-Dakota-Klasse war eine Klasse von vier Schlachtschiffen der United States Navy. Sie wurde Ende der 1930er-Jahre aus der North-Carolina-Klasse entwickelt, mit der zusammen sie zu Kriegsbeginn das Rückgrat der US-amerikanischen Schlachtschiffflotte bildete. Die Schiffe, die von 1942 bis 1947 bei der US-Marine in Dienst standen, wurden hauptsächlich auf dem pazifischen Kriegsschauplatz, aber auch zeitweise im Atlantik eingesetzt. Zwei Schiffe der Klasse sind heute als Museumsschiffe erhalten.

## Geschichte

### Planungen
Die Planungen für die Nachfolger der North-Carolina-Klasse wurden im März 1937 aufgenommen. Sie sollten die gleiche Kampfkraft wie ihre Vorgänger besitzen, der Schutz der Schiffe sollte aber verstärkt werden, so dass sie auch 406-mm-Granaten widerstehen konnten. Da Schlachtschiffe in ihrer Tonnage noch immer durch den Washingtoner Flottenvertrag begrenzt waren, konnte eine Verstärkung der Zitadelle nur durch deren Verkürzung erreicht werden. Mit der Verkürzung der Zitadelle ging auch eine Verkürzung des gesamten Schiffsrumpfes einher, die nahezu gleich bleibende Breite des Rumpfes verschlechterte daher das Länge/Breite-Verhältnis. Die geforderte Geschwindigkeit von 27,5 Knoten machte es nötig, eine verstärkte Antriebsanlage mit 10 % mehr Leistung als bei den Vorgängern zu verwenden. Bis zum Sommer 1937 wurden verschiedene Studien eingereicht, welche die unterschiedlichsten Anordnungen von Geschützen und Antriebsanlagen vorsahen. Mit der Festlegung auf 406-mm-Geschütze als Primärbewaffnung sowie der geforderten Geschwindigkeit von mindestens 27,5 Knoten wurde der Entwurf ausgearbeitet und am 4. April 1938 dem Kongress zur Genehmigung vorgelegt. Die ursprünglich in der Flottenvorlage vorgesehenen zwei Einheiten zum Ersatz der veralteten Schlachtschiffe Texas und Nevada wurden nach Bedenken der Kongressabgeordneten über die Spannungen in Europa auf vier erhöht. Die Genehmigung der beiden weiteren Einheiten erfolgte trotz der sich abzeichnenden Anhebung der Verdrängungsgrenze auf 45.000 ts für Schlachtschiffe unter der Bedingung, dass die Tonnagegrenze von 35.000 tn.l. nicht überschritten wurde.

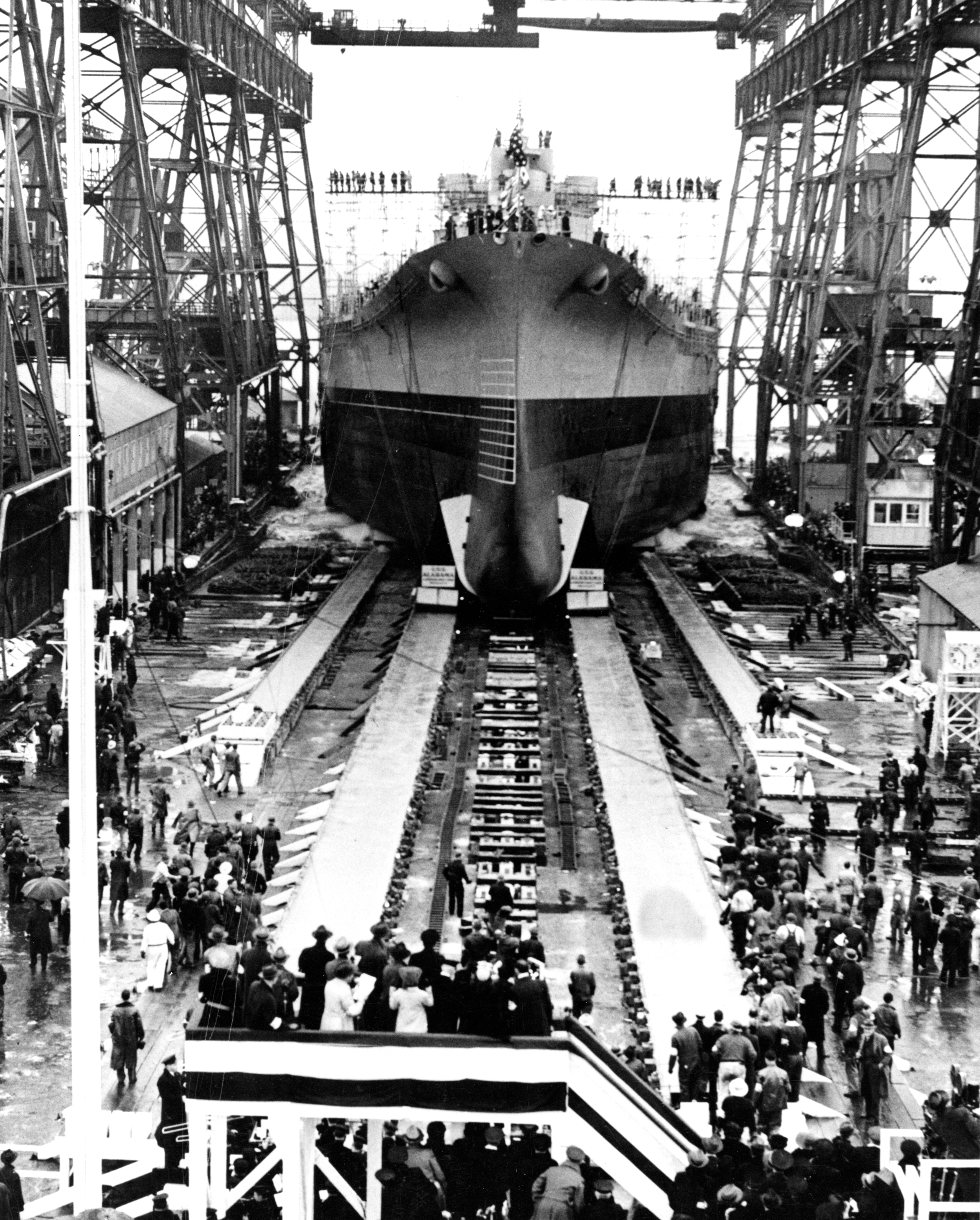
Stapellauf der Alabama am 16. Februar 1942

### Bau
Die Bauaufträge für die ersten drei Schiffe der Klasse ergingen am 15. Dezember 1938 an New York Shipbuilding, Newport News Shipbuilding und den Fore River Shipyard der Bethlehem Steel Corporation. Der Bauauftrag für das vierte Schiff erging am 1. April 1939 an den marineeigenen Norfolk Navy Yard. Die South Dakota und die Massachusetts wurden im Juli 1939 auf Kiel gelegt, die Indiana folgte am 20. November 1939, die Alabama am 1. Februar 1940. Der Stapellauf der South Dakota fand nach 23 Monaten Bauzeit am 7. Juni 1941 statt, die Massachusetts folgte am 23. September 1941. Die Indiana wurde am 21. November 1941 vom Stapel gelassen, die Alabama am 16. Februar 1942. Die Indienststellung der vier Schiffe erfolgte nach weiteren Ausrüstungsarbeiten zwischen März und August 1942. Die Gesamtbauzeit betrug bei der Indiana 30 Monate, bei den anderen drei Schiffen zwischen 32 und 34 Monaten. Diese kurzen Bauzeiten wurden durch eine enge Kooperation zwischen den Werften erreicht. So übernahmen Newport News die Konstruktionsarbeiten für die Marinewerft in Norfolk, New York Shipbuilding unterstützten Bethlehem Steel bei den Arbeiten. Die Baukosten pro Schiff betrugen etwa 77 Millionen US-Dollar.

## Technik

### Rumpf und Aufbauten
Die Schiffe der South-Dakota-Klasse waren als Glattdecker konzipiert. Die Schiffe hatten eine Gesamtlänge von 207,30 Meter. Die Konstruktionswasserlinie lag bei 202,98 Meter. Die maximale Breite betrug 32,94 Meter, das Länge-Breite-Verhältnis lag bei 6,16:1. Der Tiefgang lag zwischen 8,46 Meter bei 34.563 tn.l. und 11,201 Meter bei 47.006 tn.l. Die Verdrängung lag zwischen 34.044 tn.l. und maximal: 46.310 tn.l. inklusive Treibstoff, Munition und Wasservorräten. Die Schiffe hatten einen Freibord von 8,71 Meter am Bug und 6,27 Meter achtern. Die metazentrische Höhe lag bei 2,18 Metern und der taktische Durchmesser mit 26,5 Knoten (49 km/h) bei 670 Metern. Der zu etwa 30 % elektrisch geschweißte Rumpf war in 22 wasserdichte Abteilungen unterteilt. Der vom Kiel bis zum Hauptdeck 15,85 Meter hohe Rumpf war in sechs Decks unterteilt und besaß einen Wulstbug. Wie schon bei der North-Carolina-Klasse befanden sich im Rumpf keine Bullaugen, was die Sicherheit erhöhte, aber unter Deck eine Zwangsbelüftung erforderlich machte. Die sechs Decks hohen Aufbauten waren sehr kompakt und als Einheit gehalten, die Schiffe verfügten im Gegensatz zu ihren Vorgängern nur über einen einzelnen Schornstein. Der gepanzerte Kommandoturm wurde in die Brückenaufbauten integriert. Den Abschluss der Aufbauten bildete der 17 Meter hohe Turmmast, der in etwa 38 Metern Höhe über der Wasserlinie den Hauptentfernungsmesser sowie einen Teil der Radaranlagen trug. Die Aufbauten waren mit 55 Metern Länge 15 Meter kürzer als bei den Vorgängern.

### Antriebsanlage

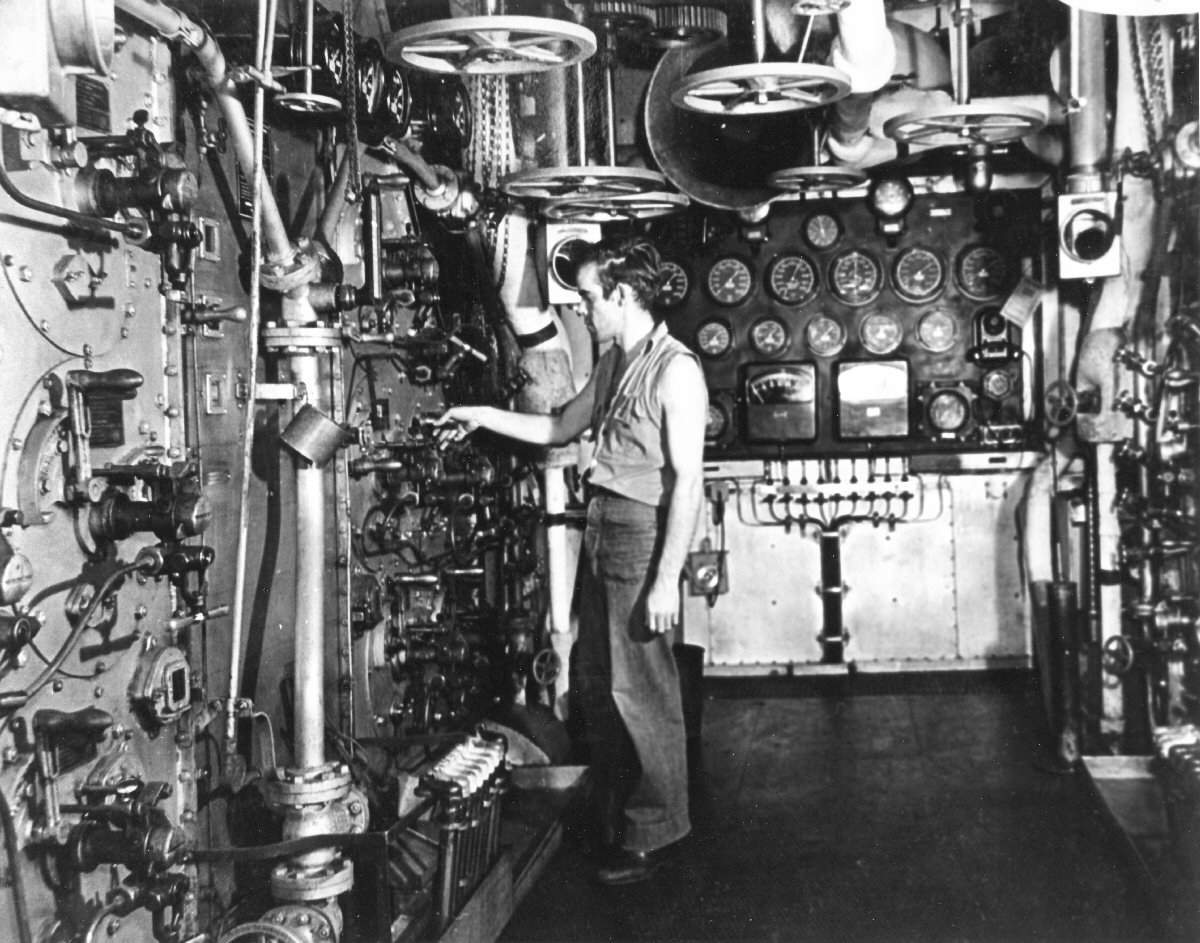
Kesselraum der South Dakota

Die ursprünglichen Pläne, mit den Schiffen eine Höchstgeschwindigkeit von über 30 Knoten zu erreichen, wurden aufgrund der dafür benötigten Antriebsanlage, die eine Leistung von über 200.000 WPS liefern musste, und der damit verbundenen Gewichts- und Platzprobleme, aufgegeben. Die Schiffe waren mit vier General-Electric- bzw. Westinghouse-Dampfturbinensetzen ausgestattet, die jeweils eine Welle antrieben und insgesamt 130.000 Shp (95.615 kW) entwickelten, mit der sie eine Höchstgeschwindigkeit von 27,8 Knoten (51,4 km/h) erreichten. Die zwei äußeren Wellen waren dabei leicht aus der Schiffsachse nach außen geneigt, die beiden inneren Wellen leicht nach innen. Die vierflügeligen Festpropeller der Innenwellen hatten einen Durchmesser von 5,334 Metern, die fünfflügeligen Propeller der Außenwellen maßen 5,398 Meter. Die beiden äußeren Wellen liefen in Kielhacken, die den Strömungswiderstand um 5 % verringerten und die Wellen zugleich vor Beschädigungen schützten. Zwei 25,4 Quadratmeter große Halbschweberuder übernahmen die Steuerung der Schiffe. Die Turbinen bestanden jeweils aus einer zwölfstufigen Hochdruckturbine, einer sechsstufigen Niederdruckturbine, beide für die Vorwärtsfahrt und einer dreistufigen Turbine für Rückwärtsfahrt. Der Dampf wurde von acht ölbefeuerten Wasserrohrkesseln von Babcock & Wilcox (South Dakota, Massachusetts) beziehungsweise Foster Wheeler (Indiana, Alabama) mit einer Temperatur von 454,4 °C und einem Arbeitsdruck von 40,64 bar geliefert. Die Schiffe konnten maximal 7340 tn.l. Heizöl mitführen, was ihnen bei 15 Knoten (27,7 km/h) eine Reichweite von 17.000 Seemeilen (31.484 km) oder 6.400 Seemeilen (11.852 km) bei 25 Knoten (46 km/h) ermöglichte. Sieben Turbogeneratoren mit je 1.000 kW Leistung erzeugten den elektrischen Strom (450 V) für die Bordsysteme. Sie wurden von zwei Hilfs-Dieselgeneratoren mit je 200 kW unterstützt. Die gesamte elektrische Leistung betrug 7.400 kW.

### Bewaffnung

#### Hauptbewaffnung

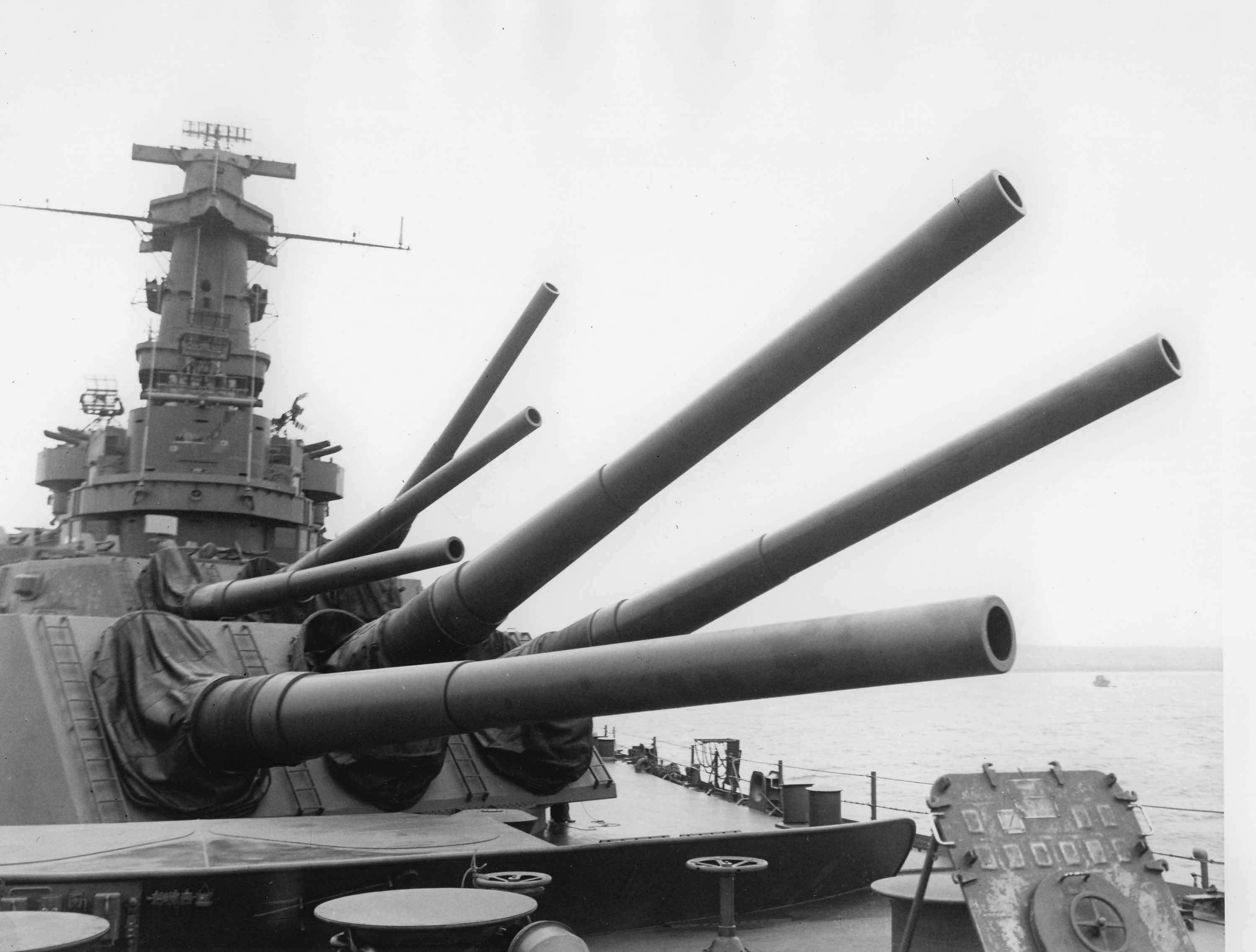
Die vorderen Geschütztürme der South Dakota während des Atlantikeinsatzes 1943

Die Hauptbewaffnung bestand aus neun 406-mm-(16-Zoll)-Kanonen in drei Drillingsgeschütztürmen mit einem Drehgewicht von 1.403 bis 1.437 tn.l. Die Türme befanden sich vor und hinter den Aufbauten mit den Bezeichnungen I und III von vorn nach achtern. Die 18,7 Meter langen Geschütze hatten einen Seitenrichtbereich von 300 Grad. Die Kanonen selbst wogen 85 tn.l. und hatten bei einer maximalen Elevation von 45° und einer Mündungsgeschwindigkeit von 701 m/s eine Reichweite von 33.741 m. Sie verschossen 862 bis 1.225 kg schwere Granaten mit einer Kadenz von etwa zwei Schuss pro Minute. Die seitliche Ausrichtung erfolgte durch einen 223 kW starken Elektromotor mit einer Geschwindigkeit von 4° pro Sekunde. Die Erhöhung und Absenkung der Rohre erfolgte ebenfalls elektrisch mit einem 45-kW-Motor mit einer Geschwindigkeit von 12° pro Sekunde.

#### Sekundärbewaffnung

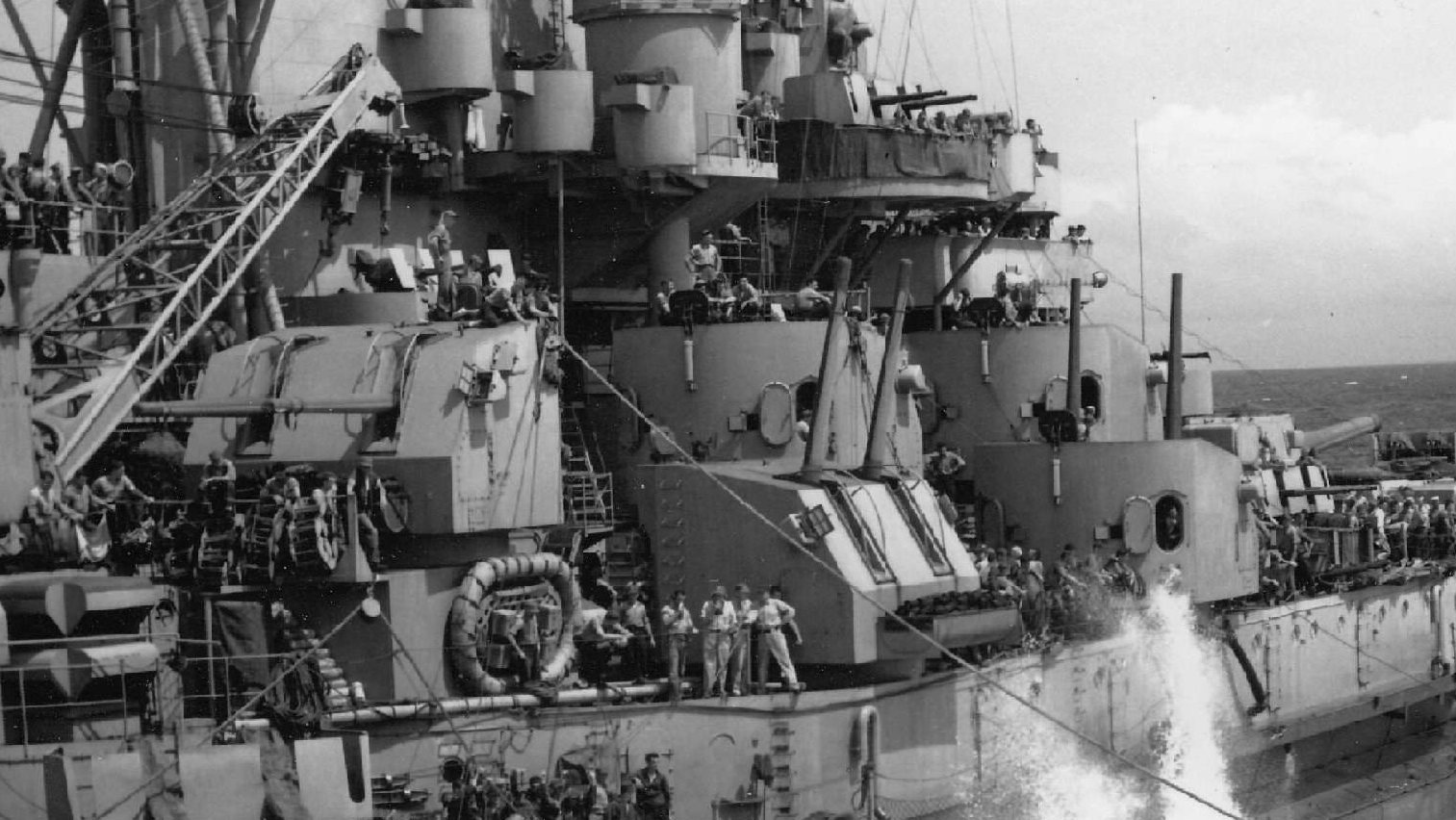
Die 5-Zoll-Zwillingstürme an der Steuerbordseite der Massachusetts

Die Mittelartillerie der Schlachtschiffe bestand aus 16 beziehungsweise zwanzig 127-mm-Geschützen, (5 Zoll) in acht beziehungsweise zehn Mk-32-Zwillinglaffeten mit einem Gewicht von 75 tn.l. Jeweils fünf bzw. vier Geschütztürme befanden sich mittschiffs an back- und steuerbord der Aufbauten. Weil die niedrige Anordnung auf dem Hauptdeck bei der North-Carolina-Klasse sich als teilweise anfällig gegen Wassereinbrüche erwiesen hatte, wurden die Geschütztürme ein Deck höher aufgestellt. Die wechselnde Anordnung blieb erhalten. Die Geschütze wurden von Elektromotoren über ein hydraulisches Getriebe angesteuert. Die seitliche Ausrichtung erfolgte durch einen 29-kW-Motor mit einer Drehgeschwindigkeit von 25° pro Sekunde. Die Erhöhung erfolgte durch einen 5,6-kW- oder 7,4-kW-Motor. Die Erhöhungsgeschwindigkeit lag bei 15° pro Sekunde. Der Ansetzer wurde ebenfalls elektrisch mit einem 3,7-kW- oder 5,2-kW-Motor betrieben. Die 1,7 tn.l. schweren und 4.826 mm langen Kanonen hatten einen Seitenrichtbereich von 160°. Bei einer Elevation von 45° und einer Mündungsgeschwindigkeit von 792 m/s hatten die Geschütze eine Reichweite von 16.640 Metern.

#### Flugabwehr

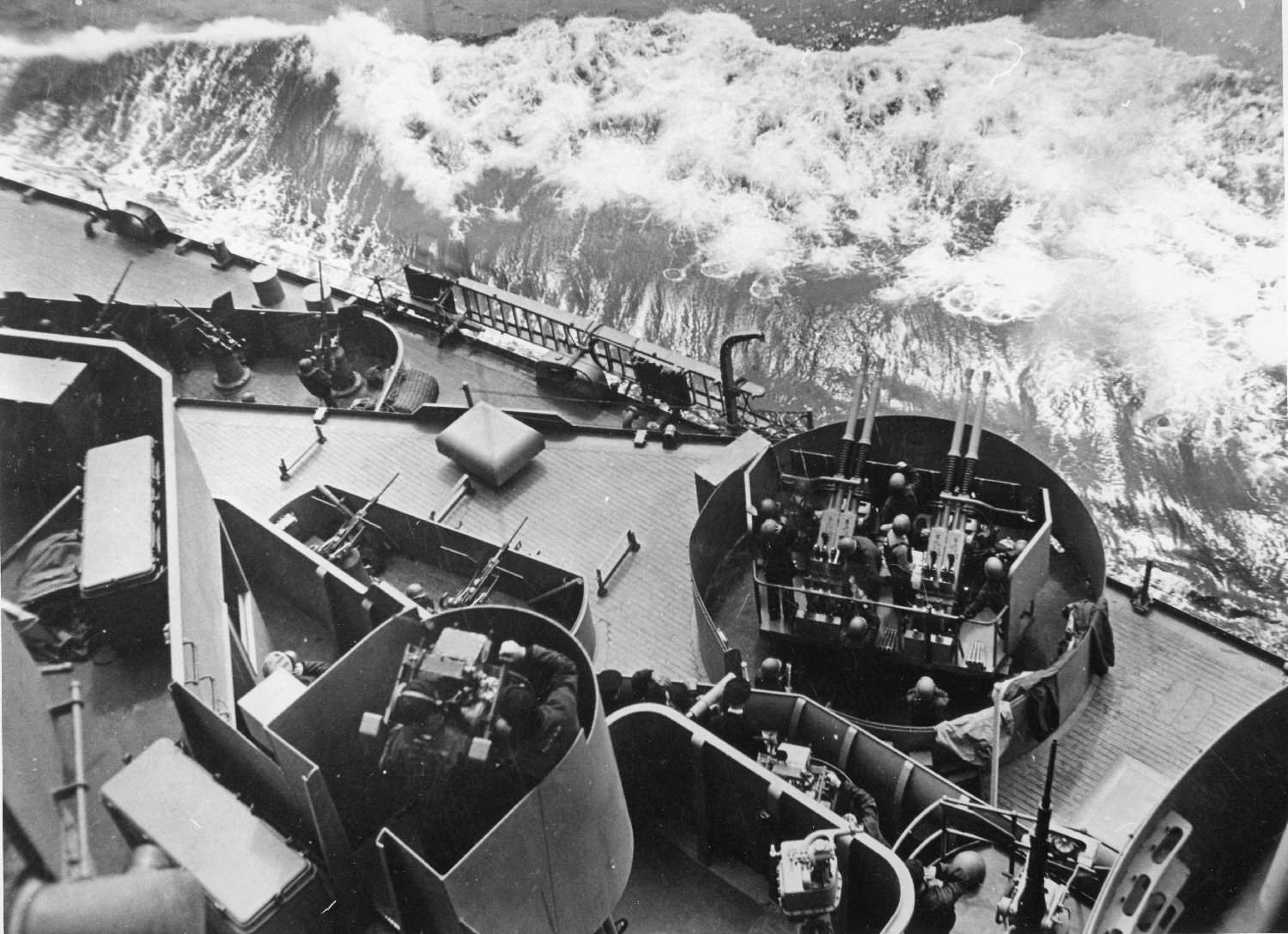
40-mm- und 20-mm-Geschütze sowie Feuerleitanlage an Bord der South Dakota

Die Flugabwehr bestand aus sechzehn bis vierundzwanzig 40-mm-Kanonen in acht bzw. zwölf Vierlingslafetten. Die Geschütze hatten mit einer Mündungsgeschwindigkeit von 881 Metern pro Sekunde und einer Elevation von 90° eine Gipfelhöhe von 6.797 und bei 45° eine maximale Reichweite von 10.180 Metern. Die Kadenz betrug etwa 120 Schuss pro Minute. Ergänzt wurden diese durch sechzehn bis siebenundsiebizg 20-mm-Oerlikon-Maschinenkanonen in Einzel- und Doppellafetten. Die Kanonen hatten eine Kadenz von 250 und 320 Schuss pro Minute, die Reichweite lag bei 4.389 Metern. Die Gipfelhöhe betrug knapp 3.000 m.

### Panzerung

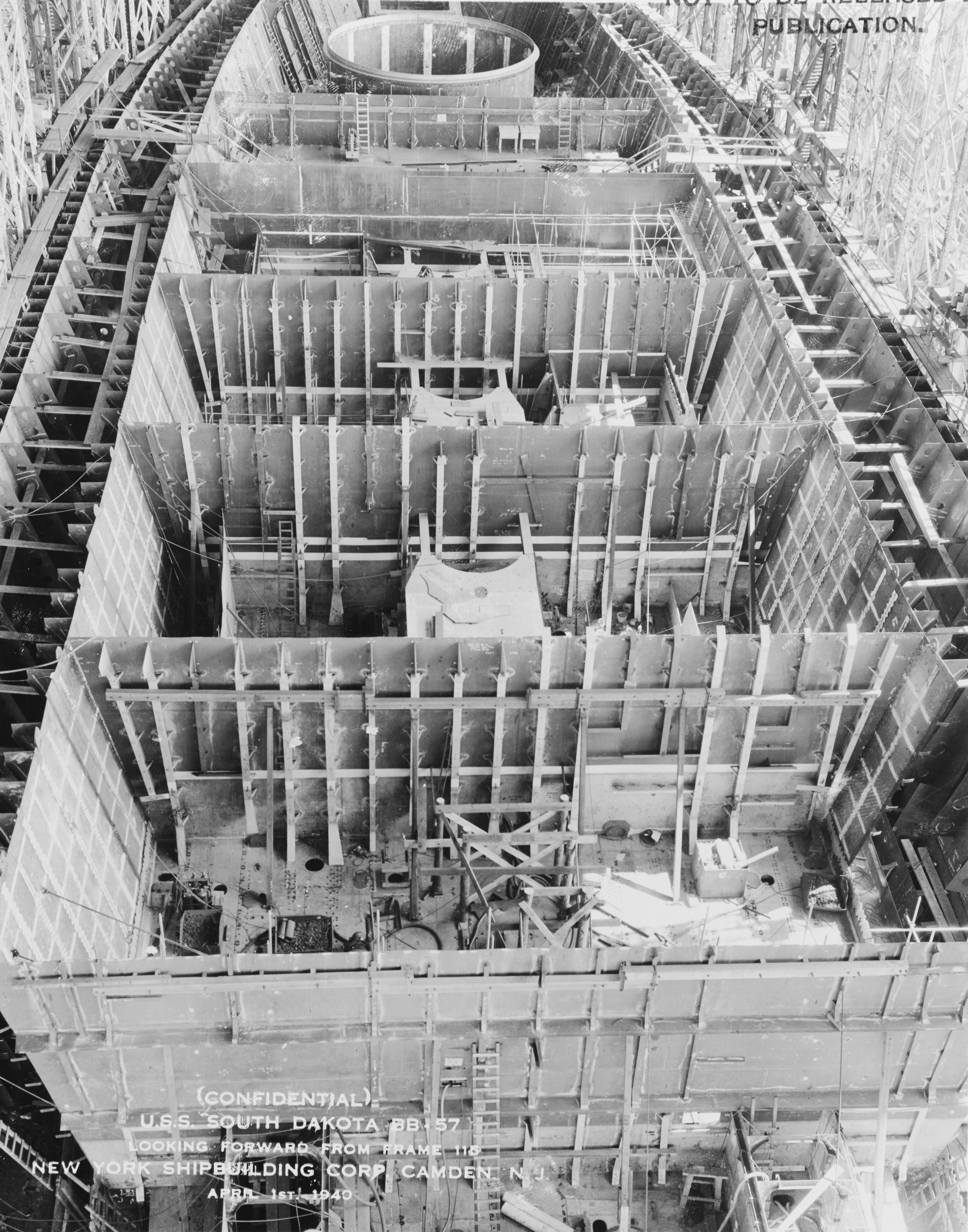
Blick auf die Quer- und Längsschotte der USS South Dakota während des Baus, April 1940

Die Schiffe hatten einen Panzergürtel aus Krupp-Zementstahl, der sich von der vorderen bis zur hinteren Barbette erstreckte. Mittschiffs war er 310 mm stark und bildete mit 287 mm starken Querschotten die gepanzerte Zitadelle. Der Gürtel befand sich hinter der 31 mm dicken Außenhülle und war um 19 Grad nach innen geneigt sowie mit 22 mm Special treatment steel (STS) hinterlegt. Der Unterwasserschutz bestand aus vier längs verlaufenden Torpedoschotten, mit einer Gesamttiefe von 5,46 m, die ein mehrschichtiges System bildeten, das die Energie von 318 kg TNT-Äquivalent absorbieren sollte. Der Panzergürtel, der sich bis zum Dreifachboden erstreckte, wo er sich auf 25 mm verjüngte, bildete das dritte Torpedoschott. Die beiden äußeren Bereiche zwischen Hülle und dem ersten Torpedoschott wurden mit Wasser und Treibstoff gefüllt, der innere, direkt vor dem Panzergürtel liegende Zwischenraum blieb leer und sollte die Explosionsenergie von Torpedos und Minen aufnehmen. Der Schiffsboden war durchgängig als Doppelboden, im Bereich der Zitadelle als Dreifachboden ausgelegt und insgesamt 1,82 Meter dick. Das Hauptdeck war 38 mm dick, das darunter liegende Hauptpanzerdeck hatte eine Stärke zwischen 146 und 154 mm. Darunter befand sich ein 19 mm dickes Splitterschutzdeck. Wie schon bei der North-Carolina-Klasse war die Ruderanlage in die Zitadelle integriert, diese war mit einer 157 mm bis 161 mm starken Deckspanzerung geschützt. Die 406-mm-Geschütztürme waren zwischen 184 und 457 mm dick. Die darunter liegenden Barbetten waren zwischen 258 und 438 mm stark gepanzert. Die Türme der 127-mm-Kanonen waren rundherum 51 mm dick. Der Kommandoturm in den Aufbauten verfügte über einen 406 mm starken Panzerschutz, die Decke war 184 mm und der Boden 102 mm dick. Der Kommandoturm und Zitadelle waren durch einen mit 406 mm dicken Schacht verbunden.

### Elektronik und Sensoren

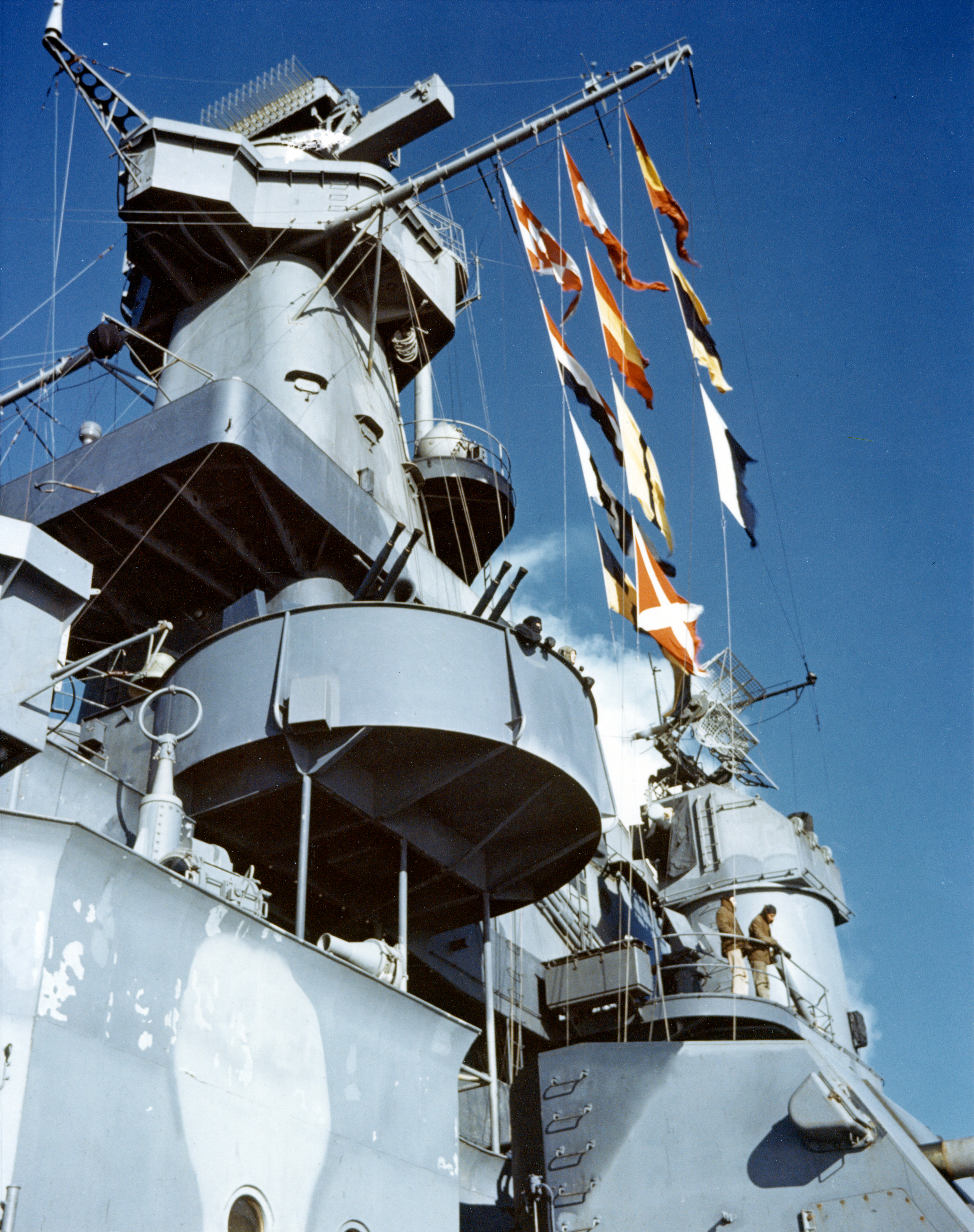
Blick auf den Turmmast der Alabama mit dem Mark-38-Feuerleitgerät

Die Schiffe waren bei ihrer Indienststellung mit einem SC-Luftsuchradar ausgerüstet. Es konnte mit seiner 4,6 mal 1,4 Meter messenden Antenne Flugzeuge in 3.000 Metern Höhe auf 150 Kilometer orten, große Schiffe auf knapp 40 Kilometer. Ab 1944 wurde das SC-Radar durch den verbesserten Nachfolger vom Typ SK ergänzt. Die Radaranlage konnte einen anfliegenden Bomber in 3.000 Metern Höhe auf 185 Kilometer orten. 1945 wurde der Nachfolger SK-2 eingeführt, der über eine 5,2 Meter messende runde Antenne verfügte, die das seitliche Erfassungsfeld verbesserte. Zur Feuerleitung verfügten die drei 406-mm-Geschütztürme über 13,5-m-Entfernungsmesser. Diese wurden durch zwei Feuerleitstände auf dem Turmmast und den achteren Aufbauten ergänzt, die über einen 8-m-Entfernungsmesser und ein Mark-8-Feuerleitradar verfügten. Die Feuerleitung der Sekundärbewaffnung bestand aus vier Feuerleitständen, die mit einem Mark-37-Feuerleitsystem ausgestattet waren. Zwei befanden sich vor und achtern der Aufbauten, zwei an den Seiten. Die Anlagen besaßen einen 4,57-m-Entfernungsmesser sowie ein Mark-4-Feuerleitradar. Die 40-mm-Vierlingsflak verfügten jeweils über ein eigenes Mark-51-Feuerleitgerät mit einem Mark-34-Radar.

### Bordflugzeuge

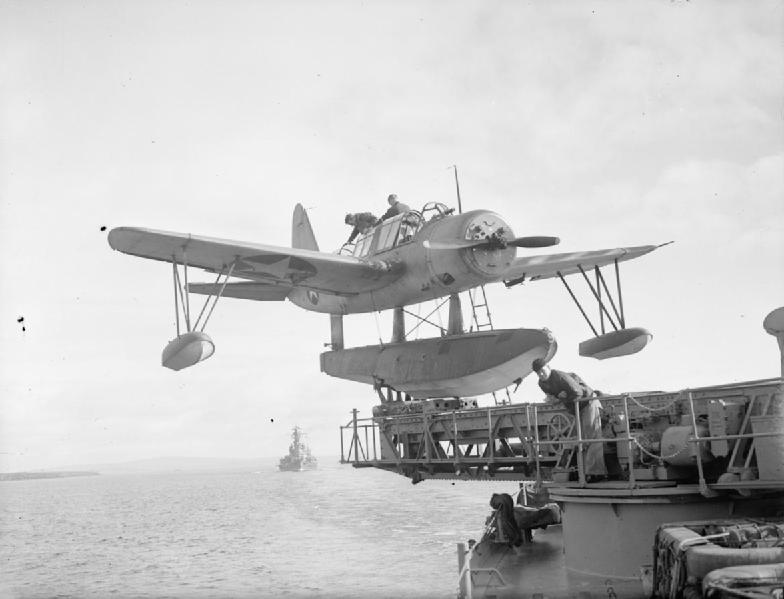
Vought OS2U Kingfisher auf dem Steuerbord-Katapult der South Dakota

Die Schlachtschiffe besaßen auf dem Achterdeck zwei schwenkbare Flugzeugkatapulte, jeweils 20,67 Meter lang. Die um 360° schwenkbaren Katapulte wurden mit Pulverladungen angetrieben. Gewasserte Bordflugzeuge wurden mit einem Kran am Heck wieder an Bord genommen. An Bord wurden drei Flugzeuge vom Typ Vought OS2U Kingfisher mitgeführt. Zwei Flugzeuge wurden auf den Katapulten untergebracht, das dritte wurde auf dem Achterdeck vor dem Geschützturm abgestellt.

### Einheiten

#### USS South Dakota

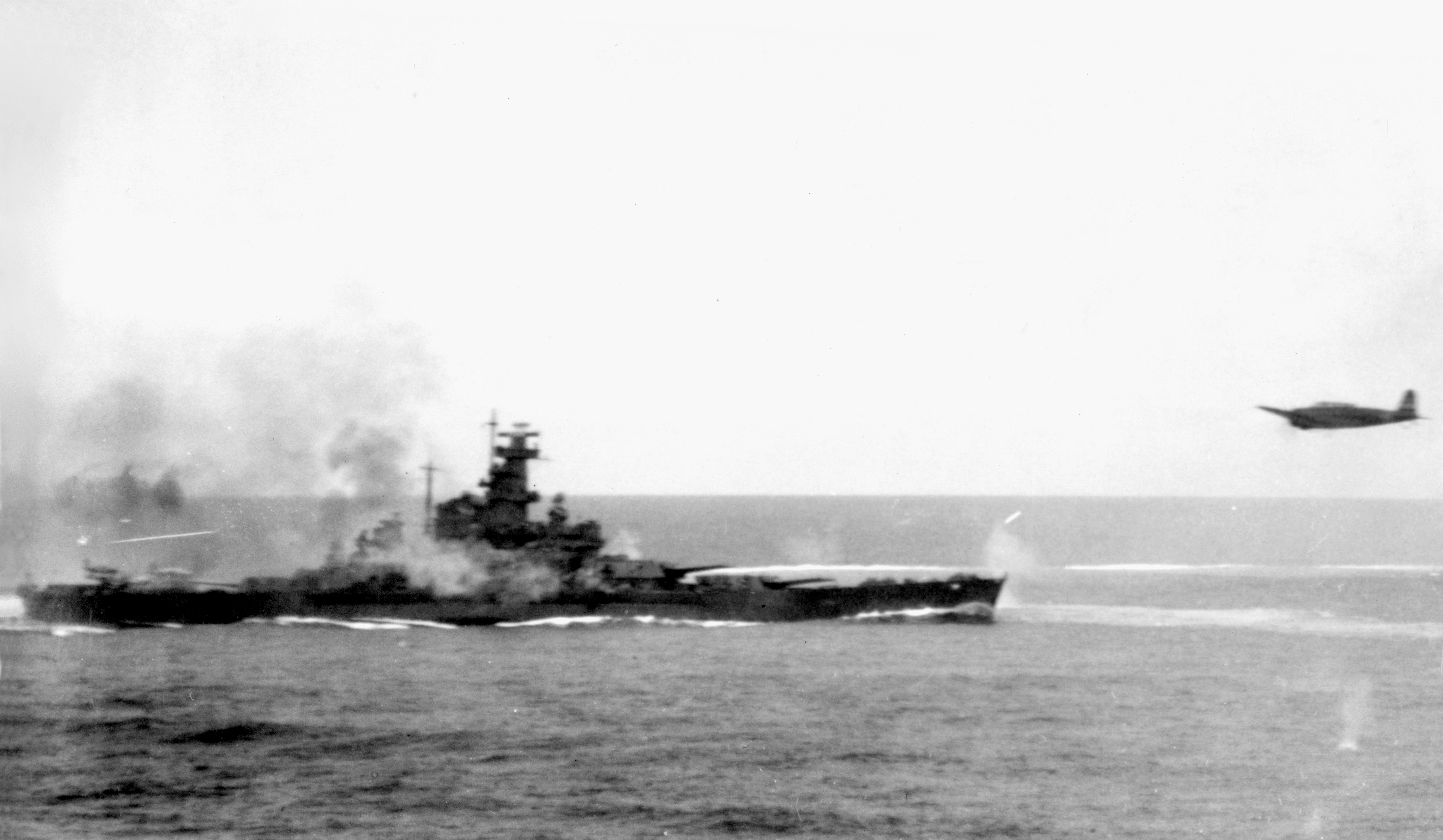
Die South Dakota während der Seeschlacht vor den Santa-Cruz-Inseln, Ende 1942

Das Typschiff der South-Dakota-Klasse, die South Dakota wurde am 20. März 1942 bei der US-Marine in Dienst gestellt. Das nach dem US-Bundesstaat South Dakota benannte Schiff hatte seinen ersten Einsatz im Oktober 1942 zusammen mit den Flugzeugträgern Enterprise und Hornet während der Schlacht bei den Santa-Cruz-Inseln. Sie stellte dabei einen Flugabwehrrekord mit 26 abgeschossenen japanischen Kampfflugzeugen durch die eigene Flak auf. In der Nacht vom 14. auf den 15. November 1942 wurde die South Dakota während der zweiten Seeschlacht vor Guadalcanal vom japanischen Schlachtschiff Kirishima sowie den schweren Kreuzern Atago und Takao unter Feuer genommen. Durch den Verlust des Radars geblendet und aufgrund Stromausfalls zeitweise nicht fähig, das Feuer zu erwidern, erlitt die South Dakota 27 Treffer aus schweren Geschützen, die aber keine Schäden an vitalen Schiffssystemen verursachten. 38 Besatzungsmitglieder starben, 60 wurden verwundet. Nach der Schlacht wurde das Schiff im New York Navy Yard bis Februar 1943 repariert. Im Februar 1943 wurde das Schlachtschiff zusammen mit der Ranger zu Verstärkung der britischen Home Fleet in den Atlantik verlegt. Im September 1943 war die South Dakota dann wieder im Pazifik eingesetzt, im November unterstützte sie die Operationen gegen die Marshallinseln.
Bei einer Explosion auf dem Munitionstransporter Wrangell wurde die South Dakota am 6. Mai 1944 leicht beschädigt, elf Besatzungsmitglieder des Schlachtschiffs starben. Im Mai 1944 folgten Einsätze gegen Ponape, im Juni gegen Truk, die Karolinen und Saipan. Am 19. Juni war die South Dakota an der Schlacht in der Philippinensee beteiligt, bei der sie von einer 250-kg-Bombe getroffen wurde, die zwar keine Schäden verursachte, aber 27 Besatzungsmitglieder tötete. Im Oktober war sie Teil der Angriffe gegen Formosa, die Philippinen sowie der See- und Luftschlacht im Golf von Leyte. 1945 begann für das Schlachtschiff mit Angriffen auf Formosa und die Ryūkyū-Inseln, ab Februar begleitete die South Dakota erstmals die Fast Carrier Task Force bei Angriffen auf das japanische Mutterland. Im März unterstützte sie die Vorbereitungen für die Eroberung Okinawas. Die letzten Einsätze während des Krieges war die Begleitung der Trägerkampfgruppen bei Angriffen auf die japanischen Hauptinseln im Juli und August. Am 29. August lief die South Dakota in die Bucht von Tokio ein, einen Monat später kehrte sie an die US-Westküste zurück. Im Januar 1946 verlegte sie zur Überholung nach Philadelphia, wo sie am 31. Januar 1947 außer Dienst gestellt wurde. Am 1. Juni 1962 wurde sie aus den Schiffsregistern gestrichen, am 25. Oktober 1962 zur Verschrottung verkauft.

#### USS Indiana

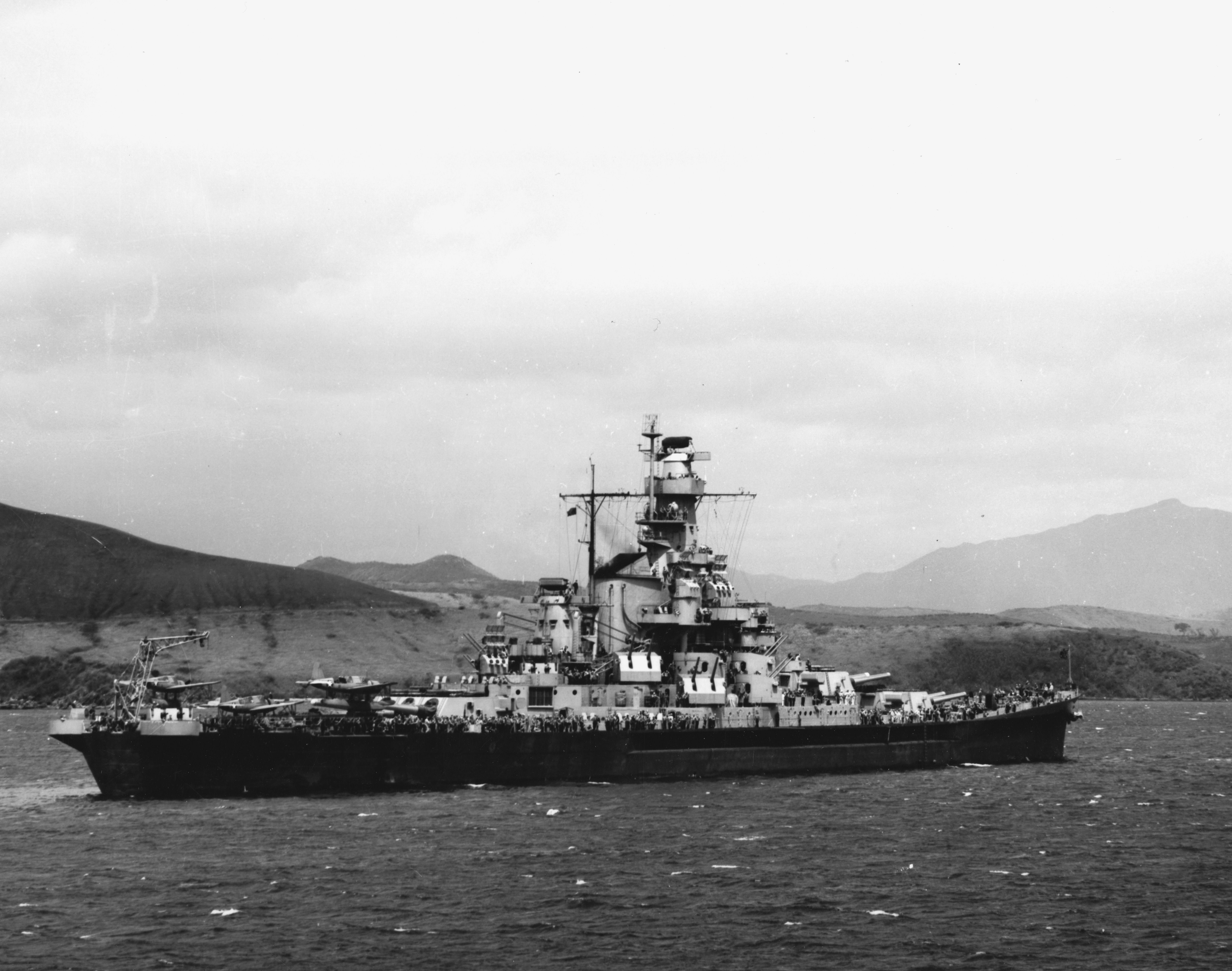
Die Indiana im Dezember 1942 im Südpazifik

Das zweite Schiff der Klasse, die Indiana, benannt nach dem Bundesstaat Indiana, wurde am 30. April 1942 bei der US Navy in Dienst gestellt. Die ersten Einsätze führten sie Ende November 1942 als Ersatz für ihr beschädigtes Schwesterschiff South Dakota nach Tarawa. Von Januar bis Mai 1943 operierte sie dann in Melanesien, im Juni und Juli im Korallenmeer. Im August 1943 nahm die Indiana an Operationen gegen die Gilbert-Inseln teil, am 8. Dezember folgte die Beschießung von Nauru, im Januar 1944 war Kwajalein das Ziel der Flotte. Die Indiana wurde am 1. Februar 1944 bei einer Kollision mit dem Schlachtschiff Washington schwer beschädigt, die Reparaturen dauerten bis April 1944. Anfang Mai war das Schiff dann an den Operationen gegen Truk und Ponape beteiligt. Im Sommer 1944 operierte die Indiana vor Saipan, sie war auch an der Schlacht in der Philippinensee beteiligt. Im Herbst 1944 operierte das Schlachtschiff gegen die südlichen Palau-Inseln. Ende September waren die Philippinen Ziel der Indiana, von November 1944 bis Januar 1945 operierte sie gegen Iwo Jima und die japanischen Hauptinseln, im Anschluss war Okinawa das Ziel. Von Juli bis zum Kriegsende begleitete sie dann die Flugzeugträger bei ihren Operationen gegen die japanischen Hauptinseln und beschoss Ziele auf den Inseln. Am 5. September lief sie in die Bucht von Tokio ein, Ende September traf die Indiana in Kalifornien ein. Am 11. September 1946 wurde das Schiff außer Dienst gestellt der Reserve unterstellt. Am 1. Juni wurde sie aus den Schiffslisten gestrichen und im September des folgenden Jahres zur Verschrottung verkauft.

#### USS Massachusetts

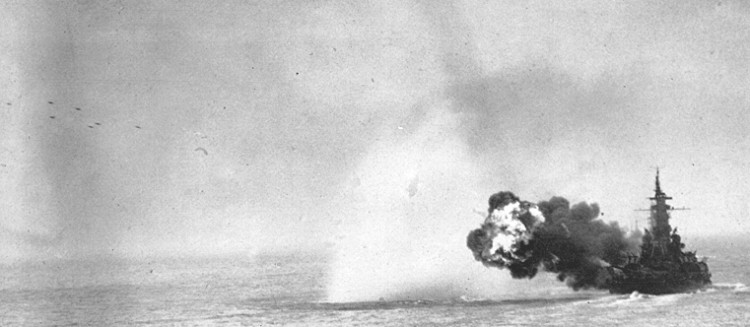
Die Massachusetts nimmt die japanische Insel Honshu unter Feuer, Juli 1945

Die Massachusetts, benannt nach dem neuenglischen Bundesstaat Massachusetts, wurde am 15. Mai 1942 als drittes Schiff der South-Dakota-Klasse in Dienst gestellt. Der erste Einsatz des Schiffs erfolgte im November 1942 im Atlantik, wo die Massachusetts während der Operation Torch Feuerunterstützung für anlandende Truppen lieferte. Sie landete mehrere Treffer auf dem französischen Schlachtschiff Jean Bart. Nach einem Werftaufenthalt in Boston folgte ab Februar 1943 der erste Einsatz im Pazifik. Im November 1943 war die Massachusetts an den Angriffen auf die Gilbert-Inseln beteiligt, Ende Januar 1944 an den Angriffen auf die Marshalls. Im Februar folgten Angriffe auf Truk, im Mai auf Hollandia, im Juni war Saipan das Ziel, im Juli die Palau-Inseln. Im Oktober 1944 war die Massachusetts an der Schlacht im Golf von Leyte beteiligt, im Januar 1945 begleitete sie die Flugzeugträger bei Angriffen auf Formosa und die Ryukyus. Im Februar war Tokio und Iwo Jima das Ziel der Trägerflotte. Ab dem 1. April lieferte das Schlachtschiff Unterstützung für die Landung auf Okinawa. Von Mitte Juli bis zum Kriegsende operierte die Massachusetts dann zusammen mit der Fast Carrier Task Force gegen die japanischen Hauptinseln. Nach einer Überholung in Bremerton folgten bis April 1946 Manöver vor der kalifornischen Küste, danach lief sie nach Norfolk, wo am 27. März 1947 die Außerdienststellung erfolgte. Nach der Streichung aus den Schiffsregistern am 1. Juni 1962 entging die Massachusetts der Verschrottung, sie wurde nach Fall River, Massachusetts geschleppt, wo sie seit 1965 als Museumsschiff zu besichtigen ist. Sie wurde 1986 als National Historic Landmark in das National Register of Historic Places aufgenommen.

#### USS Alabama

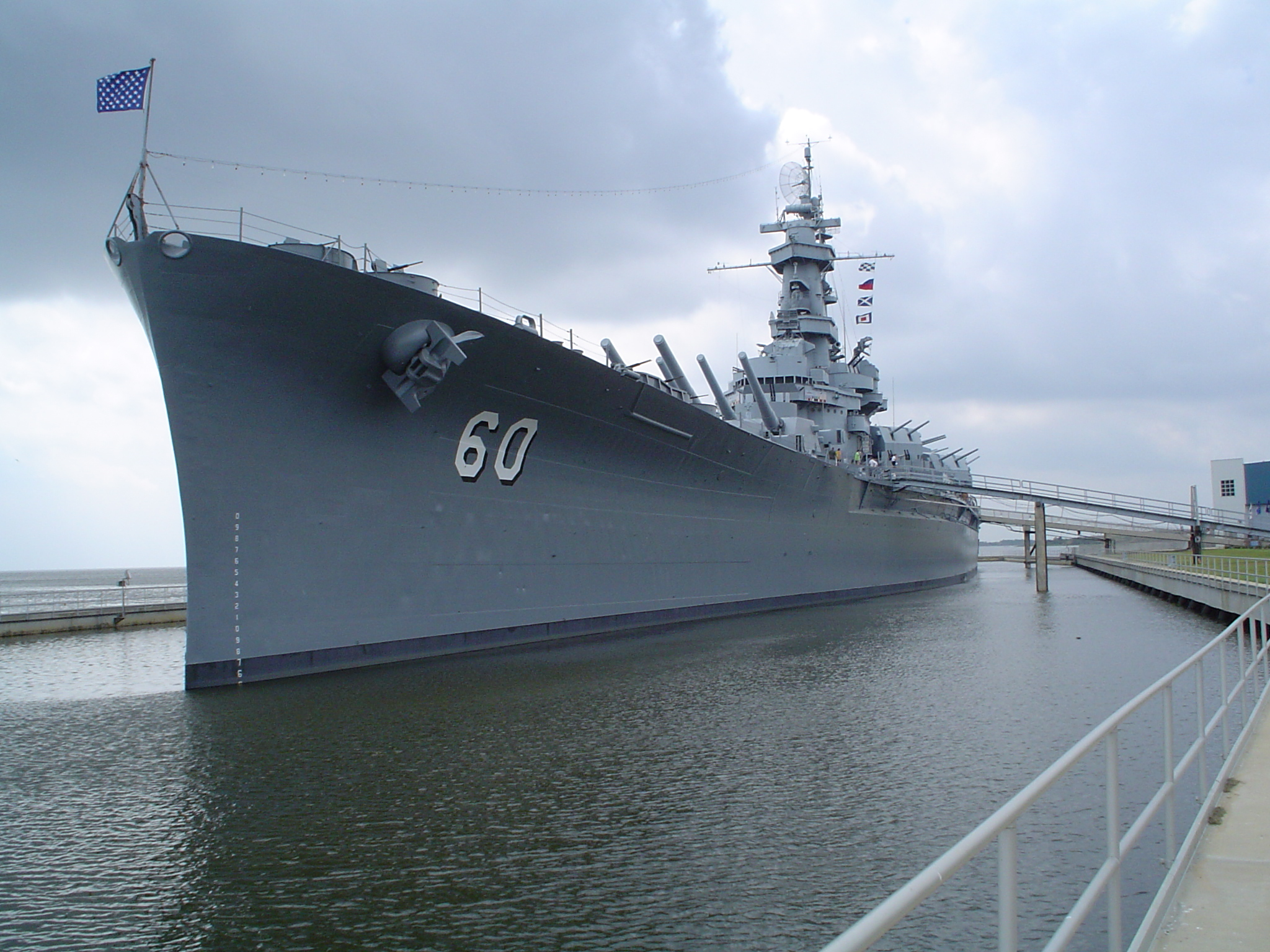
Die Alabama als Museumsschiff in Mobile, Alabama

Die Alabama, benannt nach dem Südstaat Alabama, wurde am 26. August 1942 als letztes Schiff der South-Dakota-Klasse in Dienst gestellt. Die erste Einsatzfahrt führte von März bis Juli 1943 als Unterstützung der britischen Home Fleet in den Nordatlantik, ab August folgten dann Einsätze im Pazifik. Mit ihren Schwesterschiffen nahm die Alabama im November an den Beschießungen der Gilberts teil, Anfang 1945 folgten dann Ziele auf Kwajalein und Majuro. Im Februar nahm sie an Angriffen auf Truk und die Marianen teil. Ende März waren Yap, Palau, Woleai und Ulithi das Ziel der Alabama, Ende April Hollandia, Anfang Mai erneut Truk sowie Ponape und Satawan. Im Juni erfolgten Angriffe auf Saipan; wie auch ihre Schwesterschiffe beteiligte sich die Alabama an der Seeschlacht in der Philippinensee. Im Juli 1944 war Guam das Ziel, danach begleitete sie Flugzeugträger bei Angriffen gegen Palau, Yap und Ultihi sowie die Bonin-Inseln. Von September bis Oktober wurden Angriffe gegen die Philippinen, Okinawa sowie Formosa gefahren, Ende Oktober war das Schiff an der Seeschlacht im Leyte-Golf beteiligt. Von Anfang November bis Dezember erfolgten Angriffe gegen Luzon, im Anschluss ging die Alabama im Januar 1945 in Bremerton ins Dock. Ende April war sie dann wieder einsatzbereit, es folgten Angriffe gegen Okinawa im Mai sowie Operationen gegen das japanische Mutterland von Juli bis August. Am 5. September lief die Alabama in die Bucht von Tokio ein, zwei Wochen später kehrte sie in die Vereinigten Staaten zurück. Im Februar 1946 verließ sie dann Kalifornien in Richtung Bremerton, wo sie am 9. Januar 1947 außer Dienst gestellt wurde. Nach der Streichung aus den Schiffsregistern am 1. Juni 1962 wurde die Alabama am 7. Juli 1964 dem namensgebenden Bundesstaat vermacht. Sie wurde nach Mobile geschleppt, wo sie seit 1965 als Museumsschiff der Öffentlichkeit zugänglich ist.

### Modifikationen und Umbauten
Während ihrer Einsatzzeit unterlagen die Schiffe nur kleineren Veränderungen. Sie bezogen sich in erster Linie auf eine Verstärkung der Luftabwehrbewaffnung und eine Modernisierung der Radarausrüstung, wobei USS Massachusetts im Juli 1944 die umfassendste Nachrüstung aller Schiffe der Klasse erhielt. So wurde auf allen Schiffen der Vor- und der Hauptmast modifiziert, um zusätzliche und größere Radaranlagen aufnehmen zu können. Zudem wurde die Zahl und Position der Schiffskrane für die Beiboote, ebenso die Zahl der Beiboote variiert. Die ersten drei Schiffe wurden noch mit beiden Kränen fertiggestellt, die USS South Dakota gab jedoch schon 1943 beide Kräne ab, auf der Indiana verblieb nur der Backbord-Kran, auf der USS Massachusetts der Steuerbord-Kran. Die Alabama wurde bereits ohne Kräne in Dienst gestellt. Auch änderte sich auf den Schiffen beständig die Zahl und Position der Flugabwehrgeschütze, abhängig von den Werftaufenthalten der Schiffe und der Zuteilung der Waffen an die Schiffe. Ebenso wie bei der North-Carolina-Klasse wurde Mitte der fünfziger Jahre untersucht, inwieweit sich die Schiffe für Operationen in Fast Task Forces umbauen ließen. Hierfür wäre eine Geschwindigkeit von 31 Knoten notwendig gewesen. Das hätte eine Steigerung der Antriebsleistung auf 256.000 WPS erforderlich gemacht. Abgesehen vom Ausbau des dritten Geschützturms der schweren Artillerie zur Gewichtsreduktion hätte das entweder den Einbau einer komplett neuen Antriebsanlage erfordert oder als Alternative die Verwendung einer Gasturbine als Booster für die bisherige Maschinenanlage. Die Umbauten der Maschinenanlage allein wären mit 40 Millionen US-Dollar pro Schiff zu Buche geschlagen, die Modernisierung der Waffentechnik noch nicht eingerechnet. Aus Kostengründen wurden die Überlegungen nach kurzer Zeit fallen gelassen.